# فرودگاه گوئه‌مار
فرودگاه گوئه‌مار (به انگلیسی: Guemar Airport) یک فرودگاه با کد یاتا ELU است که یک باند فرود آسفالت دارد و طول باند آن ۳۰۰۰ متر است. این فرودگاه در کشور الجزایر قرار دارد و در ارتفاع ۶۲ متری از سطح دریا واقع شده است.

## شرکت‌های هواپیمایی و مقصدهای پروازی
| شرکت‌های هواپیمایی | مقصدهای پروازی                     |
| ----------------- | ---------------------------------- |
| هواپیمایی الجزایر | هواری بومدین فصلی: شارل دوگل پاریس |
| طاسیلی ایرلاینز   | هواری بومدین، راباه بیتات          |